# Tepatitlán de Morelos
Tepatitlán de Morelos é um município do estado de Jalisco, no México.
Em 2005, o município possuía um total de 223.302 habitantes.